# Filmografia de Leonardo DiCaprio

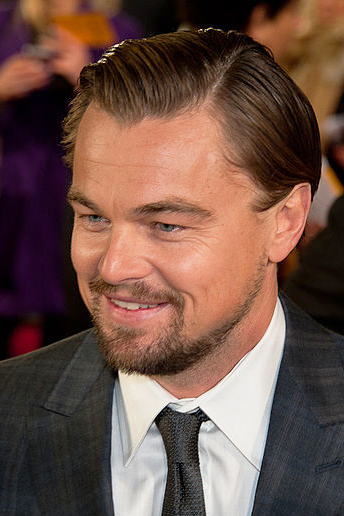
Leonardo DiCaprio na première de The Wolf of Wall Street, 2014.

Leonardo Wilhelm DiCaprio é um ator estadunidense cuja carreira teve início em performances juvenis na televisão. DiCaprio teve participações em séries televisivas como The New Lessie (1989) e Santa Barbara (1990) e também protagonizou Parenthood (1990) e Growing Pains (1991); antes de ter sua estreia nos cinemas com Critters 3 (1991). Dois anos mais tarde, DiCaprio interpretou Tobias Wolff em This Boy's Life, dividindo as telas com Robert De Niro. Sua atuação seguinte em What's Eating Gilbert Grape (1993) lhe rendeu a primeira indicação ao Oscar de Melhor Ator Coadjuvante. Em 1995, DiCaprio assumiu o papel do autor estadunidense Jim Carroll em The Basketball Diaries e do poeta francês Arthur Rimbaud em Total Eclipse. No ano seguinte, interpretou Romeu Montéquio em Romeo + Juliet, baseado na consagrada obra de William Shakespeare. DiCaprio sagrou-se como um dos grandes atores do cinema norte-americano ao contracenar com Kate Winslet em Titanic, de James Cameron. O filme tornou-se um sucesso comercial sem precedentes e o tornou um dos maiores atores contemporâneos. Por sua atuação em Titanic, DiCaprio recebeu sua primeira indicação ao MTV Movie Award de Melhor Performance Masculina e sua primeira indicação ao Globo de Ouro de Melhor Ator.
Em 2002, DiCaprio interpretou o falsificador Frank Abagnale, Jr. em Catch Me If You Can, de Steven Spielberg, contracenando com Tom Hanks. No mesmo ano, estrelou Gangs of New York, o primeiro de seus diversos trabalhos com o diretor Martin Scorcese. Em 2004, fundou sua companhia de produção, a Appian Way. Os dois próximos filmes em que atuou foram dirigidos por Scorcese: The Aviator (2004), que também produziu, e The Departed (2006). Por sua performance neste primeiro, DiCaprio venceu o Globo de Ouro de Melhor Ator e recebeu sua primeira indicação ao Oscar de Melhor Ator Principal.
DiCaprio produziu o documentário The 11th Hour e a comédia dramática Gardener of Eden em 2007. No ano seguinte, juntou-se novamente a Kate Winslet no drama Revolutionary Road, de Sam Mendes, e protagonizou Body of Lies, de Ridley Scott. DiCaprio e Scorcese juntaram-se novamente em 2010 para a realização de Shutter Island, um filme de suspense psicológico. Em 2011, protagonizou o drama biográfico J. Edgar, dirigido por Clint Eastwood. Em 2012, assumiu um papel coadjuvante no western Django Unchained, de Quentin Tarantino. Em 2015, DiCaprio interpretou o explorador norte-americano Hugh Glass no drama de sobrevivência The Revenant, pelo qual recebeu o primeiro Oscar de Melhor Ator de sua carreira.

## Filmografia

### Cinema
| Ano  | Filme                                                                                    | Função | Função   | Papel                    | Diretor                              | Ref.   |
| Ano  | Filme                                                                                    | Ator   | Produtor | Papel                    | Diretor                              | Ref.   |
| ---- | ---------------------------------------------------------------------------------------- | ------ | -------- | ------------------------ | ------------------------------------ | ------ |
| 1991 | Critters 3 pt: Critters 3 - O Regresso / br:Criaturas                                    | Sim    |          | Josh                     | Kristine Peterson                    | [ 10 ] |
| 1992 | Poison Ivy pt: Malícia Fatal / br: Relação Indecente                                     | Sim    |          | Guy                      | Katt Shea                            | [ 11 ] |
| 1993 | This Boy's Life pt: A Vida Deste Rapaz / br: O Despertar de Um Homem                     | Sim    |          | Tobias Wolff             | Michael Caton-Jones                  | [ 11 ] |
| 1993 | What's Eating Gilbert Grape pt: Gilbert Grape / br: Gilbert Grape - Aprendiz de Sonhador | Sim    |          | Arnie Grape              | Lasse Hallström                      | [ 12 ] |
| 1995 | The Quick and the Dead pt/br: Rápida e Mortal                                            | Sim    |          | Fee Herod                | Sam Raimi                            | [ 13 ] |
| 1995 | The Basketball Diaries pt: Grito de Revolta / br: O Diário de um Adolescente             | Sim    |          | Jim Carroll              | Scott Kalvert                        | [ 14 ] |
| 1995 | Total Eclipse pt: Eclipse Total / br: Eclipse de Uma Paixão                              | Sim    |          | Arthur Rimbaud           | Agnieszka Holland                    | [ 15 ] |
| 1996 | Romeo + Juliet pt/br: Romeu + Julieta                                                    | Sim    |          | Romeu Montecchio         | Baz Luhrmann                         | [ 16 ] |
| 1996 | Marvin's Room pt: Duas Irmãs / br: As Filhas de Marvin                                   | Sim    |          | Hank Lacker              | Jerry Zaks                           | [ 16 ] |
| 1997 | Titanic pt/br: Titanic                                                                   | Sim    |          | Jack Dawson              | James Cameron                        | [ 17 ] |
| 1998 | The Man in the Iron Mask pt/br: O Homem da Máscara de Ferro                              | Sim    |          | Luís XIV / Philippe      | Randall Wallace                      | [ 16 ] |
| 1998 | Celebrity pt/br: Celebridades                                                            | Sim    |          | Brandon Darrow           | Woody Allen                          | [ 18 ] |
| 2000 | The Beach pt/br: A Praia                                                                 | Sim    |          | Richard                  | Danny Boyle                          | [ 19 ] |
| 2001 | Don's Plum br: Conversa de Bar                                                           | Sim    |          | Derek                    | R. D. Robb                           | [ 20 ] |
| 2002 | Catch Me If You Can pt: Apanha-me se Puderes / br: Prenda-me se For Capaz                | Sim    |          | Frank Abagnale, Jr.      | Steven Spielberg                     | [ 21 ] |
| 2002 | Gangs of New York pt: Gangs de Nova Iorque / br: Gangues de Nova York                    | Sim    |          | Amsterdam Vallon         | Martin Scorsese                      | [ 22 ] |
| 2004 | The Aviator pt/br: O Aviador                                                             | Sim    | Sim      | Howard Hughes            | Martin Scorsese                      | [ 22 ] |
| 2004 | The Assassination of Richard Nixon                                                       |        | Sim      |                          | Niels Mueller                        | [ 23 ] |
| 2006 | The Departed pt: Entre Inimigos / br: Os Infiltrados                                     | Sim    |          | William "Billy" Costigan | Martin Scorsese                      | [ 22 ] |
| 2006 | Blood Diamond pt/br: Diamante de Sangue                                                  | Sim    |          | Danny Archer             | Edward Zwick                         | [ 24 ] |
| 2007 | The 11th Hour pt: A Última Hora / br: A 11ª Hora                                         | Sim    | Sim      | Narrador                 | Nadia Conners Leila Conners Petersen | [ 25 ] |
| 2008 | Body of Lies pt: O Corpo da Mentira / br: Rede de Mentiras                               | Sim    |          | Roger Ferris             | Ridley Scott                         | [ 26 ] |
| 2008 | Revolutionary Road br: Foi Apenas Um Sonho                                               | Sim    |          | Frank Wheeler            | Sam Mendes                           | [ 27 ] |
| 2009 | Orphan pt/br: A Órfã                                                                     |        | Sim      |                          | Jaume Collet-Serra                   | [ 28 ] |
| 2010 | Shutter Island br: A Ilha do Medo                                                        | Sim    |          | Edward Daniels           | Martin Scorsese                      | [ 29 ] |
| 2010 | Hubble                                                                                   | Sim    |          | Narrador                 | Toni Myers                           | [ 30 ] |
| 2010 | Inception pt/br: A Origem                                                                | Sim    |          | Dominick "Dom" Cobb      | Christopher Nolan                    | [ 31 ] |
| 2011 | J. Edgar pt/br: J. Edgar                                                                 | Sim    |          | J. Edgar Hoover          | Clint Eastwood                       | [ 32 ] |
| 2011 | Red Riding Hood pt: A Rapariga do Capuz Vermelho/br: A Garota da Capa Vermelha           |        | Sim      |                          | Catherine Hardwicke                  | [ 33 ] |
| 2011 | The Ides of March br: Tudo Pelo Poder                                                    |        | Sim      |                          | George Clooney                       | [ 34 ] |
| 2012 | Django Unchained pt: Django Libertado/br: Django Livre                                   | Sim    |          | Calvin J. Candie         | Quentin Tarantino                    | [ 35 ] |
| 2013 | The Great Gatsby pt/br: O Grande Gatsby                                                  | Sim    |          | Jay Gatsby               | Baz Luhrmann                         | [ 36 ] |
| 2013 | The Wolf of Wall Street pt/br: O Lobo de Wall Street                                     | Sim    | Sim      | Jordan Belfort           | Martin Scorsese                      | [ 37 ] |
| 2013 | Runner Runner pt: Jogo de Risco/br: Aposta Máxima                                        |        | Sim      |                          | Brad Furman                          | [ 38 ] |
| 2013 | Out of the Furnace                                                                       |        | Sim      |                          | Scott Cooper                         | [ 39 ] |
| 2014 | Virunga                                                                                  |        | Sim      |                          | Orlando von Einsiedel                | [ 40 ] |
| 2015 | The Revenant pt: O Renascido/br: O Regresso                                              | Sim    |          | Hugh Glass               | Alejandro González Iñárritu          | [ 41 ] |
| 2015 | Cowspiracy br: Cowspiracy: O Segredo da Sustentabilidade                                 |        | Sim      |                          | Kip Andersen Keegan Kuhn             | [ 42 ] |
| 2018 | Before the Flood br: Seremos História?                                                   |        | Sim      | Himself - Narrator       | Fisher Stevens                       |        |
| 2019 | Once Upon a Time in Hollywood br: Era uma vez em Hollywood                               | Sim    |          | Rick Dalton              | Quentin Tarantino                    |        |
| 2021 | Don't Look Up br: Não olhe pra cima                                                      | Sim    |          | Randall Mindy            | Adam McKay                           |        |

### Televisão
| Ano  | Produção       | Papel | Papel    | Papel               | Ref.   |
| Ano  | Produção       | Ator  | Produtor | Papel               | Ref.   |
| ---- | -------------- | ----- | -------- | ------------------- | ------ |
| 1989 | The New Lassie | Sim   |          | Glen                | [ 43 ] |
| 1990 | The Outsiders  | Sim   |          | Kid Fighting Scout  | [ 11 ] |
| 1990 | Santa Barbara  | Sim   |          | Young Mason Capwell | [ 11 ] |
| 1990 | Parenthood     | Sim   |          | Garry Buckman       | [ 11 ] |
| 1991 | Roseanne       | Sim   |          | Colega de Darlene   | [ 11 ] |
| 1991 | Growing Pains  | Sim   |          | Luke Brower         | [ 11 ] |
| 2008 | Greensburg     |       | Sim      |                     | [ 44 ] |